# 인구셰티야 공화국의 행정 구역
다음은 인구셰티야 공화국의 행정 구역에 관한 내용이다.
- 4개 공화국 지정 도시
  - 마가스 (Магас) (수도)
  - 나즈란 (Назрань)
  - 말고베크 (Малгобек)
  - 카라불라크 (Карабулак)
  - 순자 (Сунжа)
- 4개 군:
  - 제이라흐스키군 (Джейрахский)
  - 순젠스키군 (Сунженский)
  - 나즈라놉스키군 (Назрановский)
  - 말고벡스키군 (Малгобекский)